# Lopašov
Lopašov es un municipio del distrito de Skalica en la región de Trnava, Eslovaquia, con una población estimada a final del año 2024 de 339 habitantes.
Se encuentra ubicado al norte de la región, en los pequeños Cárpatos y cerca del río Morava (cuenca hidrográfica del Danubio) y de la frontera con la República Checa.

## Demografía
| Año        | 1994 | 2004    | 2014     | 2024    |
| ---------- | ---- | ------- | -------- | ------- |
| Población  | 275  | 287     | 334      | 339     |
| Diferencia |      | +4,36 % | +16,37 % | +1,49 % |

| Año        | 2023 | 2024    |
| ---------- | ---- | ------- |
| Población  | 338  | 339     |
| Diferencia |      | +0,29 % |